# Bourlers
Bourlers (en wallon Bourlé) est une section de la ville belge de Chimay, située en Région wallonne dans la province de Hainaut.
C'était une commune à part entière avant la fusion des communes de 1977.

## Histoire
La dernière usine, l'une des 5 siégeant près de la rue des Usines (anciennement rue des Industries et surnommée en patois : "la ruelle à blosses", étant donné la grande quantité de prunes récoltées jadis par les propriétaires d'arbres fruitiers), voire sur celle-ci, a été abattue vers la mi-février 2008. Cette usine de céramique avait été construite dans les années 1870.

## Évolution démographique
- Sources : INS, Rem. : 1831 jusqu'en 1970 = recensements, 1976 = nombre d'habitants au 31 décembre.

## Patrimoine et culture

### Patrimoine architectural

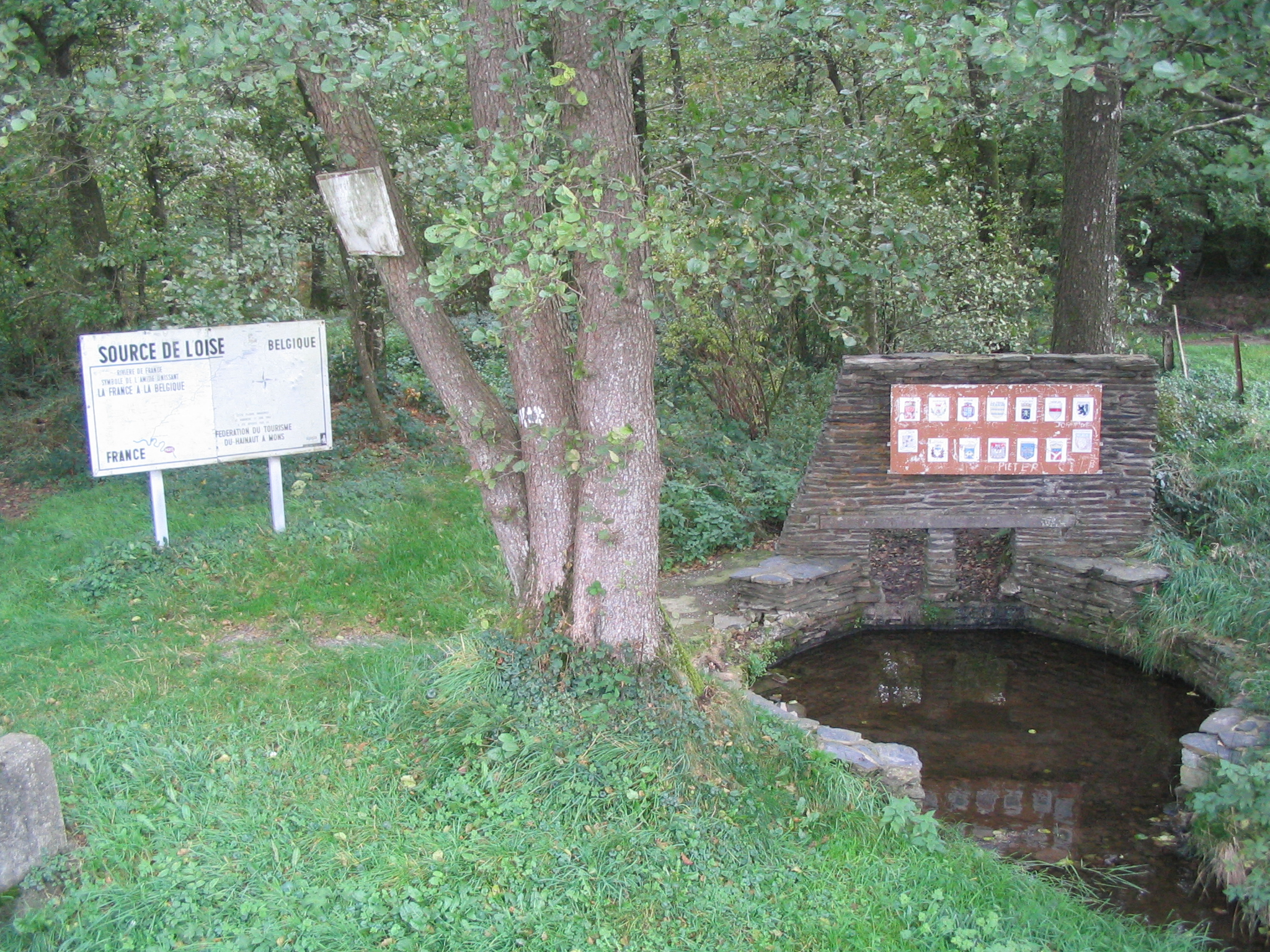
Source de l'Oise.

- Eglise Saint-Michel. Construite en 1870 et 1880 en remplacement d'un édifice qui a été détruit par un ouragan[1].
- Chapelle Saint-Roch. Déplacée et reconstruite en 1920 avec les mêmes matériaux, oratoire de style néo-gothique de la 2e moitié du XIXe siècle[2]. Il se situe place du Jeu de Balle.
- Chapelle Sainte-Rita. Située rue de la Trappe, petit sanctuaire sur plan rectangulaire, fermé par un chevet à trois pans, édifié à la 2e moitié du XIXe siècle[3].
- Ancien prieuré de l'abbaye Saint-Michel en Thiérache. Logis du XVIIIe siècle et plusieurs fois modifié au XIXe siècle[3]. Il se situe rue du village.
- La source de l’Oise : elle est située le long de la route de Bourlers à la Trappe, à 4 km au sud du centre de Bourlers. Un petit monument surplombe une vasque ovale surmontée d’un mur de blocs de grès portant 14 blasons de villes baignées par la rivière[4]. Une plaque inaugurée le 17 juin 1962 par la Fédération du Tourisme du Hainaut y montre le cours de l’Oise. La frontière entre la France et la Belgique, de la source à la Meuse (à Oignies, près de Fumay) aurait été délimitée au traité de Verdun en 843 par quatorze ruisseaux et rivières.